# Estevão Vasques Filipe
Estêvão Vasques Filipe foi um militar ao serviço dos reis D. Fernando I de Portugal e D. João I de Portugal e seu anadel-mor.

## Dados genealógicos
Era filho de Vasco Esteves Filipe e neto de Estêvão Domingues Filipe, cujo pai é identificado em 1321 como mercador de Lisboa ao serviço de D. Dinis de Portugal e a quem este rei quitou o foro de uma casa na “capital”, a par da Sé, em 22 de Maio desse ano. A documentação menciona-o também como representante do concelho de Lisboa na assinatura das pazes entre Afonso IV de Portugal e o infante D. Pedro, pazes essas firmadas em 1356.
Teve três filhos:
De sua mulher Beatriz Eanes, filha de João Esteves:
- Lourenço Filipe, cavaleiro da casa real.

De Leonor Gonçalves, solteira
- Martim Vasques Filipe, legitimado em 21 de Abril de 1395, cavaleiro da casa real.

De Margarida Lourenço, solteira:
- Vasco Filipe, legitimado em Julho de 1427, criado de D. João I e escudeiro, nomeado em Maio de 1426, como juiz dos órfãos e dos judeus de Lisboa.